# Distrito de Sidhi
Sidhi (en hindi; सिधी जिला) es un distrito de la India en el estado de Madhya Pradesh. Código ISO: IN.MP.SI.
Comprende una superficie de 10 520 km².
El centro administrativo es la ciudad de Sidhi.

## Demografía
Según censo 2011 contaba con una población total de 1 126 515 habitantes, de los cuales 549 424 eran mujeres y 577 091 varones.

## Localidades
- Churhat